# Villa Verdi
La Villa Verdi est un domaine situé dans le hameau de Sant'Agata administrativement rattaché à la commune de Villanova sull'Arda dans la province de Plaisance et la région d'Émilie-Romagne en Italie. La villa fut le lieu de résidence du compositeur Giuseppe Verdi de 1851 à la fin de sa vie en 1901.

## Verdi à Sant'Agata

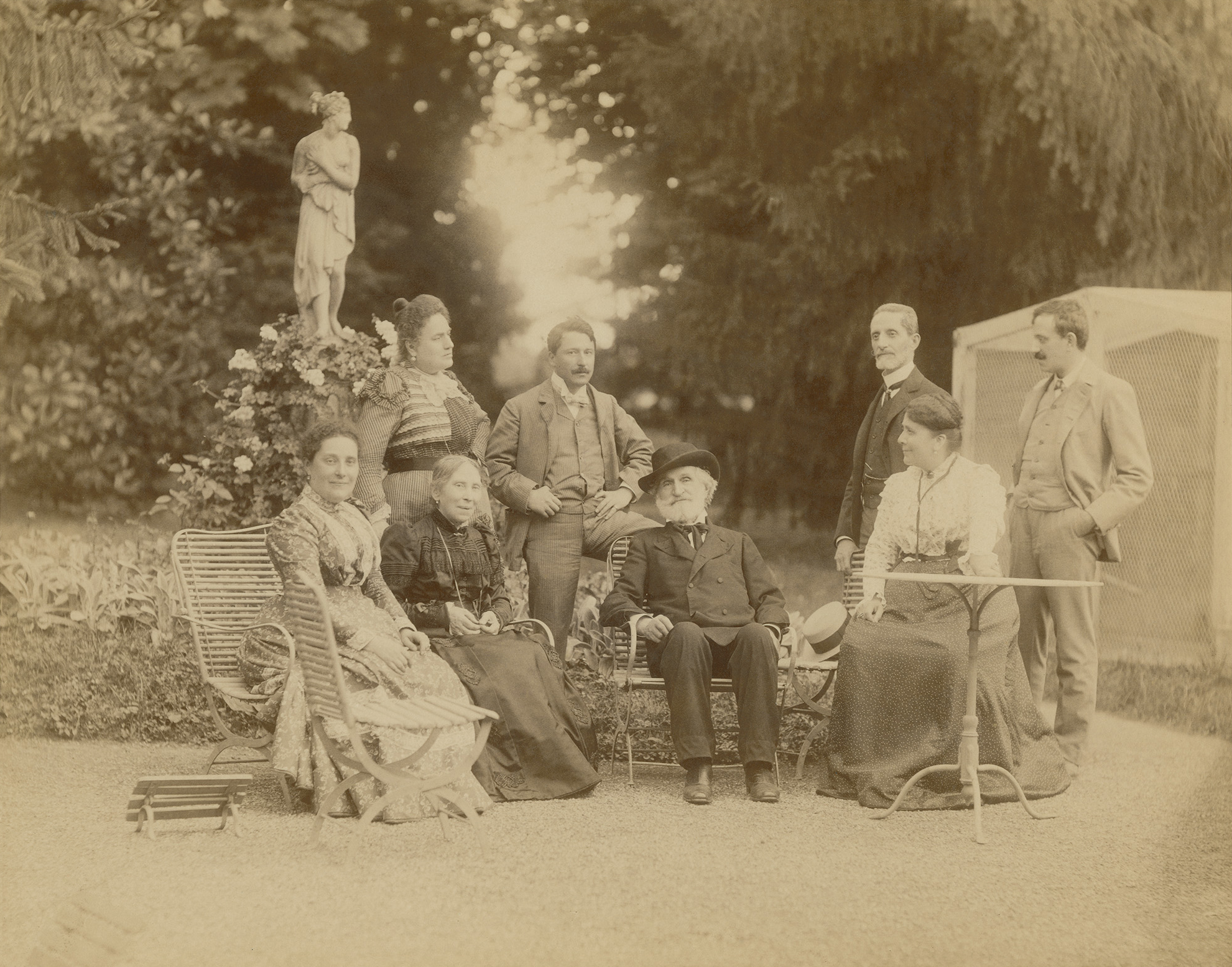
Réunion amicale à la Villa Verdi ; personnes assises, de gauche à droite : Maria Carrara Verdi, Barberina Strepponi, Giuseppe Verdi, Giuditta Ricordi ; debout, de gauche à droite : Teresa Stolz, Umberto Campanari, Giulio Ricordi, Leopoldo Metlicovitz. Document des Archivio storico Ricordi. Année 1900.

Le domaine acquis par Giuseppe Verdi en 1848 n'est pas très éloigné, du hameau des Roncole où il est né en 1813, ni de la commune de Busseto où il vécut de 1823 à 1839 avant de s'installer à Milan.
Après avoir acheté le domaine, il commence à bâtir la villa qui fut terminée en 1880. À l'origine, la maison est occupée par ses parents mais, après la mort de sa mère, son père retourne vivre à Busseto. Verdi et Giuseppina Strepponi, la chanteuse d'opéra avec laquelle il vit depuis cette date avant de l'épouser en 1859, s'installent à Sant'Agata en 1851.
Verdi fait ajouter deux ailes au bâtiment initial, complétées par des terrasses à l'avant, des serres, une chapelle et des garages pour les calèches à l'arrière. Verdi et Giuseppina consacreront beaucoup de temps à l'extension considérable du parc entourant la maison en y plantant quantité d'arbres, d'essence exotique pour certains.
Le musicien veille personnellement à la gestion du domaine qu'il fait fructifier par des fermages. Propriétaire de nombreux domaines constitués de terres agricoles et d'élevages à Sant'Agata et alentour, il crée, dans le courant de l'année 1890, une société de commercialisation, sous la marque G.V., de la viande de porc et de la charcuterie issues de la production de ses fermes.
En dehors de ses visites dans les villes européennes, de ses séjours hivernaux à Gênes, ou des hivers de 1862 et 1863 passés en Russie pour la première de La Force du destin, la majeure partie de la vie de Verdi se déroule à la villa. Après la mort de sa compagne, madame Strepponi, en 1897, il y sera toutefois moins présent.

## La Villa Verdi aujourd'hui
Aujourd'hui, la villa appartient aux descendants de la petite cousine de Verdi, Maria Filomena Verdi, que le compositeur et sa femme avaient adoptée. La famille Carrara-Verdi vit toute l'année à la villa. Cinq salles situées au rez-de-chaussée de l'aile sud que Verdi et son épouse avaient occupées sont ouvertes à la visite. Les salles du haut étaient utilisées par les domestiques et les invités.